# Фелікс Кашвека
Фелікс Свана Кашвека (англ. Felix Swana Kashweka; нар. 27 листопада 1996, Кітве-Нкана) — замбійський журналіст і публіцист.

## Біографія
Фелікс Кашвека народився 27 листопада 1996 року в Кітве та виріс у Лусаці. Він народився в сім'ї Фелікса Кашвека-старшого (колишнього банкіра) і матері Патриції Каонги, бізнесвумен. Фелікс розпочав свою журналістську кар'єру у 2008 році, коли був ведучим дитячого шоу на Muvi TV (популярному приватному телеканалі Замбії), коли навчався у сьомому класі, а наступного року подав заявку на стажування до редактора Zed Kids News і був прийнятий. Під час стажування в Zed Kids News Фелікс зустрівся з президентом Південної Африки Джейкобом Зумою, після чого громадськість визнала його наймолодшим письменником Замбії. Південноафриканський президент був дуже задоволений юнаком і запропонував йому спонсорську підтримку для здобуття вищої освіти в африканському університеті Родосу.
Кашвека опинився в центрі уваги різних медіаорганізацій, газета «The Post» написала про нього статтю, а редактор «Education Post» (додаток до газети «The Post») зв'язався з юнаком, після чого він познайомився з такими громадськими діячами, як Бінгу Ва Мутаріка, Джейкоб Зума, Майкл Сата, Рупія Банда, Гай Скотт. Гай Скотт, Брік і Лейс, Майкл В. Сміт, Кірк Франклін, Коффі Оломіде, Фаллі Іпупа, Пейшенс Озоквор і Десмонд Елліот.
Він писав різноманітні оповідання та нариси, які принесли йому популярність як у школі, так і в замбійській громаді, а також мав нагоду поспілкуватися та повчитися у відомих журналістів, таких як головний редактор газети «The Post» Фред М'мембе та багатьох інших маестро у сфері медіа.